# Pio Terei
Pio Keith Terei (nacido en 1958) es un actor, cantante y comediante maorí de la televisión de Nueva Zelanda.

## Carrera temprana
Al principio de su vida laboral vendió camiones comerciales ligeros durante 14 años. En 1995, Terei encabezó su propio programa de TV3, Pete and Pio, con su colega comediante Peter Rowley. Después del éxito de Pete y Pio, Terei dirigió su propio programa llamado Pio!, presentando sketches similares a su programa anterior. Se emitió de 1997 a 1999 y fue durante este período que fue anfitrión de la Coca Cola Christmas in the Park. Cuando Pio! fue cancelado en 1999, Terei se mudó a la red TVNZ.
En 2000, Terei dirigió un programa de TVNZ titulado The Life and Times of Te Tutu, una comedia que sigue la vida cotidiana de un jefe maorí del siglo XIX. Bajo su propia compañía Pipi Productions, The Life and Times of Te Tutu se presentó semanalmente hasta que se canceló en 2001, cuando Terei dejó de trabajar con Pipi Productions

## Regreso
Su regreso fue con la serie Intrepid Journeys de TV ONE, un programa de viajes en el que cada semana una celebridad de Nueva Zelanda viajaba a un destino diferente. Terei, quien presentó Intrepid Journeys: India, fue elogiado por su segmento cómico pero informativo que lo siguió por toda la India, en un especial de 90 minutos.
Después de esa aparición, Terei escribió piezas para su nueva productora 4 Winds Studios que contribuyeron a los dramas neozelandeses Mataku y Spin Doctors. En 2003 se le concedió nuevamente su propio show, titulado Big Saturday Night In. Contó con músicos neozelandeses de años actuales y pasados realizando actos especiales, a veces acompañados por Terei.
Terei y su empresa 4 Winds Studios contribuyen con su trabajo al canal de televisión Māori. Presenta su propio programa de pesca en el canal y es portavoz de la Guardia Costera de Nueva Zelanda. Forma parte del personal como Pou Tangata y presentador en Parenting Place, una organización benéfica nacional que apoya a padres y familias en Nueva Zelanda. Desde 2003 ha presentado Building Awesome Whānau en todo el país y, con Parenting Place, lanzó un nuevo programa de gira llamado The Parenting Show with Pio en 2011. Ha ayudado a escribir y presentar dos series de trece capítulos de programas para padres en la televisión maorí llamadas No Sweat Parenting (2009) y Manaaki Whānau (2010). También es el rostro publicitario de la plataforma de televisión digital Freeview desde 2012.
A 2023, Pio Terei está representado por la agencia de talentos Auckland Actors.

## Vida personal
El nombre de pila de Terei, Pio, es italiano. Él es Ngāpuhi y Te Rarawa. Terei reside con su esposa e hijos en Auckland, Nueva Zelanda. La familia protagoniza un programa de viajes de Nueva Zelanda titulado Are We There Yet? en TV UNO.
En su tiempo libre, Terei es un conocido músico y entusiasta de la pesca. Con frecuencia organiza eventos corporativos en Nueva Zelanda y es extremadamente popular como maestro de ceremonias. En entrevistas, ha mencionado tener un gran interés en los valores parentales de Nueva Zelanda. También tiene interés en los autos antiguos y actualmente posee un Chevrolet Bel Air de 1956. En 2010 era miembro (en representación de los padres) de la junta directiva de St Peter's College, Auckland.

## Filmografía
| Año       | Título                               | Papel                 | Notas                  |
| --------- | ------------------------------------ | --------------------- | ---------------------- |
| 2015-2016 | Te Aroroa: Tales from the trails     | Él mismo              | Maori TV               |
| 2009-2013 | It's in the Bag                      | Él mismo, presentador | Programa de juegos     |
| 2007      | The Man Who Lost His Head            | Hemi                  | Televisión             |
| 2006      | No. 2                                | Tío Percy             |                        |
| 2003      | Frontier Tales                       | Narrador              | Televisión             |
| 2002      | Mataku                               | Tama                  | Televisión, 1 episodio |
| 1999      | The Life & Times of Te Tutu          | Te Tutu               | Televisión             |
| 1998      | Young Hercules                       | Corleonus             | Televisión, 1 episodio |
| 1997      | Pio!                                 | Él mismo              | Televisión             |
| 1996      | Pio's Place                          | Él mismo              | Televisión             |
| 1994      | Hercules in the Maze of the Minotaur | Posadero              | Televisión             |
| 1994      | Hercules in the Underworld           | Sestus                | Televisión             |